# S1mple
s1mple, de son vrai nom Oleksandr Kostyliev (en ukrainien : Олександр Костилєв), né le 2 octobre 1997 à Kiev, est un joueur professionnel ukrainien de Counter-Strike: Global Offensive, puis de Counter-Strike 2. Il évolue au sein de l'équipe FaZe Clan au poste de sniper.
Considéré comme l'un des plus grands joueurs de tous les temps,,, il figure de 2016 à 2023 dans le top 10 des meilleurs joueurs du monde selon le site spécialisé HLTV.org, et a été couronné meilleur joueur du monde en 2018, 2021 et 2022.

## Biographie

### Jeunesse et débuts
Oleksandr Kostyliev découvre Counter-Strike par l'intermédiaire de son grand frère. En 2014, alors considéré comme l'un des principaux espoirs de son pays, il rejoint officiellement Hellraisers après avoir disputé plusieurs matchs dans l'équipe en tant que remplaçant. Avec cette équipe, il se fait remarquer pour ses performances, largement au-dessus de celles de ses coéquipiers.
Il rejoint Flipside Tactics en février 2015. Ses performances continuent d'attirer l'attention, mais il quitte l'équipe en juillet après avoir vivement critiqué les membres de son équipe sur les réseaux sociaux. S1mple décide alors de faire une pause dans sa carrière compétitive.
Il rejoint Team Liquid au début de l'année 2016 et déménage aux États-Unis. L'équipe est éliminée en demi-finale du major de Columbus par les futurs vainqueurs, Team Luminosity. Il se met en retrait de l'équipe en avril, après des problèmes de visa qui le poussent à repartir en Ukraine. Il reste dans un premier temps sous contrat avec Liquid, pour qui il continue de streamer.

### Avec Natus Vincere
Kostyliev quitte finalement Liquid en août, pour rejoindre l'équipe ukrainienne Natus Vincere, en remplacement de leur leader Daniil « Zeus » Tesenko. Il abandonne alors le rôle de premier sniper de son équipe, ce rôle étant celui de Ladislav « GuardiaN » Kovács. Début 2017, il rentre pour la première fois dans le top 20 des joueurs de l'année du site spécialisé HLTV.org, qui lui attribue la quatrième place pour 2016.
L'année 2017 est globalement décevante pour Na'Vi, qui décide en juillet de se séparer de GuardiaN ainsi que de Denis « seized » Kostin. Ce changement permet à s1mple de reprendre l'AWP. En décembre, l'équipe remporte son seul titre de l'année lors de son dernier tournoi, la DreamHack Winter. S1mple remporte le deuxième titre de MVP de sa carrière à cette occasion. En dépit des performances médiocres de Natus Vincere en 2017, s1mple atteint la huitième place du top 20 de HLTV cette année-là.
Le niveau de jeu de l'équipe s'améliore en 2018. Pour le premier tournoi de l'année, le major de Boston, Na'Vi est éliminé en demi-finale par FaZe Clan. Au cours de l'année, s1mple, ainsi que d'autres joueurs de différentes nationalités, sont approchés par MIBR pour créer une équipe internationale. Alors que le transfert est sur le point d'avoir lieu, s1mple change d'avis, entraînant l'abandon du projet. Ses performances individuelles lui permettent d'être élu meilleur joueur du monde en 2018 par HLTV, grâce notamment à son rating de 1,33 sur l'ensemble de l'année.
Les années 2019 et 2020 sont marquées par le manque de régularité dans les résultats de Na'Vi. L'équipe parvient cependant à remporter les IEM Katowice 2020 qui, en raison de la pandémie de Covid-19 et de la transition vers des tournois uniquement en ligne, constituent le plus gros tournoi de l'année. S1mple arrive en deuxième position au classement HLTV ces deux années-là, à chaque fois derrière Mathieu « ZywOo » Herbaut,.
Il remporte enfin en 2021, avec son équipe Na'Vi, un major, le PGL Major Stockholm en battant G2 Esports deux cartes à zéro, ajoutant à son palmarès le titre le plus convoité de la scène esport de Counter-Strike. Il est désigné MVP de la compétition. Au total, en 2021, s1mple remporte huit tournois et est élu MVP à huit reprises, ce qui constitue un record sur une année. Cela porte son nombre de MVP total à dix-neuf, lui permettant d'égaler le record du Danois Nicolai « dev1ce » Reedtz. Ces performances lui permettent de retrouver la première place du classement HLTV, après deux années à la deuxième place.

## Style de jeu
Bien que s1mple soit le sniper attitré de son équipe, il se montre tout aussi habile avec les autres armes du jeu. Il est connu pour son style très agressif, n'hésitant pas, par exemple, à tenter des no-scope avec son AWP. Il fait preuve d'une grande mobilité sur la plupart des cartes, ce qui est rare pour un joueur de sa position, ainsi que d'une grande intelligence de jeu.

## Palmarès
- ESL One New York 2016
- DreamHack Open Winter 2017
- StarSeries i-League Season 5
- CS:GO Asia Championships 2018
- ESL One Cologne 2018
- BLAST Pro Series Copenhagen 2018
- StarSeries i-League Season 7
- IEM Katowice 2020
- BLAST Premier Global Final 2020
- DreamHack Masters Spring 2021
- StarLadder CIS RMR 2021
- IEM Cologne 2021
- ESL Pro League Season 14
- PGL Major Stockholm 2021
- BLAST Premier Fall Final 2021
- BLAST Premier World Final 2021
- BLAST Premier Spring Final 2022